# SpVgg 08 Bockwitz
SpVgg 08 Bockwitz was een Duitse voetbalclub uit Bockwitz, Brandenburg, die bestond van 1908 tot 1945. Bockwitz was tot 1950 een zelfstandige gemeente en ging dan op in de nieuwe gemeente Lauchhammer en de naam van Bockwitz werd gewijzigd in Lauchhammer-Mitte.

## Geschiedenis
Eintracht werd opgericht in 1909 en sloot zich aan bij de Midden-Duitse voetbalbond. Na de oorlog speelde de club in het kampioenschap van Elbe-Elster, die fungeerde als tweede klasse van de Kreisliga Nordwestsachsen. In 1922 promoveerde ook rivaal SV 08 Bockwitz naar de tweede klasse. SV 08 werd op 1 januari 1908 opgericht als Frisch auf Bockwitz. Na 1923 werd de Kreisliga afgevoerd en de competitie als Gauliga Elbe-Elster terug opgewaardeerd tot hoogste klasse. Beide clubs speelden vier jaar in de competitie, maar konden de titel niet winnen. 
In 1927 fuseerden SV 08 en Eintracht tot SpVgg 08 Bockwitz. In 1929 werd de club vicekampioen. De volgende jaren eindigde de club in de middenmoot. Na 1933 werd de competitie geherstructureerd. De Midden-Duitse bond werd ontbonden en de vele competities werden vervangen door de Gauliga Mitte en Gauliga Sachsen. De clubs uit Elbe-Elster werden te licht bevonden voor zowel de Gauliga Mitte als de Bezirksklasse Halle-Merseburg, die de nieuwe tweede klasse werd. De club ging nu in de 1. Kreisklasse Elbe-Elster spelen en slaagde er niet meer in te promoveren. 
Na de Tweede Wereldoorlog werden alle Duitse voetbalclubs ontbonden. SpVgg 08 werd niet meer heropgericht.